# Спангейм, Фридрих Старший
Фридрих Спангейм (Шпангейм, Спонгейм) Старший (нем. Friedrich Spanheim; 1 января 1600, Амберг, герцогство Бавария — 14 мая 1649, Лейден) — германский богослов-кальвинист, профессор теологии Лейденского университета.

## Биография
Родился в семье ректора Amberger Pädagogium. Получил образование в колледже отца, затем с 1614 года изучал филологию и философию в Гейдельбергском университете. С 1619 г. — богословие в университете Женевы.
В 1621 году устроился на работу домашним учителе у Жана де Бонна, барона де Витроля, губернатора Эмбруна в Дофине. Через три года отправился в поездку во Францию и Англию; в 1626 году вернулся в Женеву и стал профессором философии и физики в Женевском университете. В 1628 году он стал проповедником. В 1631 году занял кафедру богословия в университете Женевы, получив почётное гражданство (1628). В 1633—1637 годах был ректором университета.
В 1642 году назначен профессором богословия Лейденского университета.
В Голландии Ф. Спанхайм стал одним из самых видных сторонников кальвинистской доктрины. Выступал против представителя арминианства Моиза Амиро.
Автор доклада о Тридцатилетней войне под названием Le Soldat Suédois (1633), в 1635 г. обратился к Geneva Restituta по случаю 100-й годовщины Реформации в Женеве.
Отец дипломата Езекиеля (1629—1710) и богослова Фридриха Спангейма Младшего (1632—1701).

## Избранные труды
- Dubia evangelica. Genf 1631—1639. 3 т., Genf 1639, 1654, 1700.
- Chamierus contractus.
- Mémoires sur la vie et la mort de la Serenissime Princesse Louise Juliane, Electrice Palatine, née Princesse d’Orange. Leyden 1643.
- Le soldat Suédois, ou l’Histoire de ce qui est passé en Allemagne depuis l’entrée du roi de Suède en 1630 jusqu’d sa mort. Genf 1633, Amsterdam 1649. 2. Teile
- Le Mercure Suisse, concernant les mouvements de ces derniers temps jusqu' en 1634. Genf 1631.
- Geneva restituta, sive admiranda Reformationis Genevensis historia. Genf 1635.
- Commentaire historique de la vie et de la mort de Christophe vicomte de Dhona. Genf 1639.
- Pancratiae catholicae Epitome, verkorting derPancratia van Chamier. Le Trône de grace, de jugement et de gloire. Leyden 1644.
- Gangraena theol. anabaptisticae, in 't Engelsch overgezet. London, 1640.
- Oratio funebris in excessum venerandi nobilissimique theologi Joannis Polyandri a Kerckhoven, dicta 17 Febr. 1646. Leiden 1646.
- Vita Ludovicae Julianae, Electricis Palatinae, Friderici V. matris. Leiden 1645.
- Diatribe historica de origine, progressu et sectes anabaptistarum. Franeker, 1645.
- Chamierus contractus. Exercitationes, de gratia universali. 3 Teile Leiden, 1646.
- Laudatio funebris Friderici Henrici Arausionis Pr. Leiden 1647.
- Expistola ad Cottierium de conciliatione Gratiae universalis. Leiden 1648.
- Epist. ad Buchananum de controversiis Anglicanis et vindiciae de gratia universali.
- Epistola ad Andr. Rivetum contra Jos. Halli librum, quod episcopatus sit juris divini.
- Variae disputations anti-Anabaptisticae. Leiden 1643.
- Vindiciae de Gratia universali quibus D. Admirando respondit. Amsterd. 1649.
- Exercitationes in Epist. ad Hebraeos et ad Romanos.